# Marion Estelle Edison-Oeser
Marion Estelle Edison-Oeser (* 18. Februar 1873 in Newark, New Jersey; † 16. April 1965 in Norwalk, Connecticut) war die Tochter des US-amerikanischen Erfinders und Großindustriellen Thomas Alva Edison.

## Leben und Familie
Marion Estelle Edison entstammte einem wohlhabenden Elternhaus in den USA. Sie war das erstgeborene Kind von Thomas Alva Edison und seiner ersten Ehefrau Mary Jane Stilwell (1855–1884), die der Erfinder und Unternehmer 1872 heiratete. Aus dieser Ehe entstammten auch ihre beiden Brüder Thomas Alva Edison jr. und William Leslie Edison (1873–1937). Die Eltern zogen 1876 mit den Kindern nach Menlo Park. 1884 verstarb die Mutter an Typhus. Marion Estelle erhielt in ihrer Kindheit den Spitznamen „Dot“ in Anlehnung an den Morse-Code in der Telegraphie.
Nach dem Tod ihrer Mutter entwickelte Marion ein inniges Verhältnis zu ihrem Vater. Zwei Jahre später (1886) heiratete Edison die achtzehnjährige Mina Miller (1865–1947), die drei Kinder gebar: Madeleine Edison (1888–1979), Charles Edison (1890–1969) und Theodore Miller-Edison (1898–1992).
Marion Estelles Halbbruder Charles war von 1941 bis 1944 der 42. Gouverneur des US-Bundesstaates New Jersey. Zwischen der Tochter aus erster Ehe Marion und ihrer nur acht Jahre älteren Stiefmutter Mina entstanden familiäre Differenzen, die der Vater immer wieder zu schlichten versuchte. Marion Estelle als die Älteste der Geschwister absolvierte während dieser Zeit das „Summerville Seminary“ (New Jersey) und danach die „Bradford Academy“ (Massachusetts). Da sich die Gegensätze zwischen den beiden jungen Frauen nicht beseitigen ließen, begab sich Marion Estelle im Frühling 1894 nach Europa, zunächst nach Wien, danach ins wilhelminisch-kaiserliche Deutschland und war in Dresden, Ebersbach/Sa. und der Kleinstadt Neusalza (seit 1920 Neusalza-Spremberg).
Auf der Fahrt von Wien nach Dresden, der Metropole des Königreiches Sachsen, erkrankte sie an Blattern (Pocken) und wurde in ein Dresdener Krankenhaus eingeliefert, in dem sie von der Albertiner-Ordensschwester Luise Jüchzer gepflegt wurde. Nach Marion Estelles Genesung nahm die Albertinerin die junge Amerikanerin mit zu ihrer Schwester nach Ebersbach, damit sie sich dort weiter erholen konnte. Da Schwester Luise auch die Gemahlin Bertha des Oberlausitzer Druckereibesitzers und Verlegers Hermann Oeser aus Neusalza längere Zeit gepflegt hatte, fand Marion Edison durch Vermittlung der Ordensschwester Aufnahme in dieser Familie. Dabei lernte sie den ältesten Sohn der Familie, den dreißigjährigen Offizier Oscar Oeser, kennen, der damals für längere Zeit in seinem Elternhaus auf Urlaub war. Oeser war Leutnant und Adjutant beim Infanterie-Regiment „Kronprinz“ (5. Königlich Sächsisches) Nr. 104, Standort Chemnitz. Im September 1894 erfolgte in Neusalza die Verlobung im Beisein von Edisons Verwandten aus Amerika, die die Einwilligung ihres Vaters überbrachten.
Da jedoch Thomas Alva Edison strenger Atheist war und demzufolge seinen Kindern die Taufe verweigert hatte, unterzog sich die 21-jährige Marion Estelle Edison  am 9. September 1894 in der Dreifaltigkeitskirche Neusalza der Erwachsenentaufe. Ihre Paten waren Edisons Schwiegereltern Hermann und Bertha Oeser, ihr Bräutigam Oscar Oeser und dessen Bruder Friedrich Oeser sowie Marions Pflegerin, die Albertinerin Luise Jüchzer. Die Hochzeit fand am 1. Oktober 1895 in der Kreuzkirche zu Dresden statt. Oscar Oeser, der als Berufsoffizier mit seiner Gattin den Wohnort mehrmals wechseln musste – so wohnten sie unter anderem in Chemnitz, Dresden, Mülhausen im Elsass – lernte seinen Schwiegervater Thomas Alva Edison erst 16 Jahre später während dessen Europareise 1911 kennen. Edison bekundete während seiner Europareise starkes Interesse an Deutschland und seinen Produkten. Er besuchte unter anderem in Dresden die Hygieneausstellung. Leutnant Oeser war zwischenzeitlich bis zum Oberst aufgestiegen.
Zu Beginn des Ersten Weltkrieges (1914–1918) wurde Oberst Oeser ins Armee-Oberkommando versetzt. Die Kriegsjahre und ihre Folgen sowie die unterschiedlichen politischen Auffassungen von Oscar Oeser und seiner Ehefrau Marion Estelle zerbrachen schließlich die Ehe. Nach 24 Jahren wurden beide 1919 in Baden-Baden geschieden. 1925 kehrte Marion Estelle Edison-Oeser in ihre amerikanische Heimat zurück. Dort verstarb sie 1965 im Alter von 93 Jahren. Die Spuren ihres deutschen Gemahls, Oberst a. D. Oscar Oeser aus Neusalza, verlieren sich nach dem Jahre 1942 in Leipzig, wo er zuletzt lebte und wohnte.